# Mascarello
Le Mascarello Carrocerias e Ônibus Ltda. est une entreprise brésilienne qui fabrique des carrosseries d'autobus basée à Parana, ville de Cascavel. Mascarello est le principal fabricant de bus du Brésil.